# Деражненський заказник
Дера́жненський зака́зник — іхтіологічний заказник місцевого значення в Україні. Розташований у межах Костопільського району Рівненської області, на території Деражненської сільської ради, вздовж річки Горинь від села Деражне до села Бичаль. 
Площа 100 га. Створений рішенням Рівненського облвиконкому № 343 від 22.11.1983 року. Перебуває у віданні: Деражненська сільська рада. 
Заказник створений для захисту місць нересту різних видів риби річки Горинь.